# Jayden Reed
Jayden Reed (Chicago, 28 aprile 2000) è un giocatore di football americano statunitense che milita nel ruolo di wide receiver per i Green Bay Packers della National Football League (NFL).

## Carriera universitaria

### Western Michigan
Reed iniziò la carriera nel college football a Western Michigan. Fu nominato Freshman All-American dalla Football Writers Association of America dopo avere ricevuto 56 passaggi per 797 yard e 8 touchdown. A fine anno annunciò che avrebbe lasciato l'istituto.

### Michigan State
Reed optò per trasferirsi a Michigan State.
A causa delle regole della NCAA sui trasferimenti non poté giocare nella prima stagione con gli Spartans. Nel 2020 partì come titolare tutte le sette gare di Michigan State nella stagione accorciata per la pandemia di COVID-19, guidando la squadra con 33 ricezioni per 407 yard e 3 touchdown. Ritornò anche 16 kickoff per 329 yard e 2 punt per for 14 yard, venendo premiato come menzione onorevole nel ruolo di kick returner della Big Ten Conference. Fu nominato giocatore degli  special team della settimana della Big Ten per la sua prestazione nel quarto turno del 2021 in cui ritornò un punt per 62 yard in touchdown e 2 kickoff per 69 yard nella vittoria ai tempi supplementari per 23–20 su Nebraska. A dicembre 2021 fu premiato come miglior giocatore del Peach Bowl nella vittoria su Pittsburgh per 31–21. Sia nel 2021 che nel 2022 fu inserito nella seconda formazione ideale della Big Ten.

## Carriera professionistica
Reed fu scelto nel corso del secondo giro (50ª scelta assoluta) del Draft NFL 2023 dai Green Bay Packers. Debuttò come professionista partendo come titolare nella gara del primo turno contro i Chicago Bears. La settimana successiva ricevette i primi due touchdown dal quarterback Jordan Love contro gli Atlanta Falcons. La sua prima stagione regolare si chiuse con 64 ricezioni per 793 yard e 8 touchdown in 16 presenze, di cui 13 come titolare.
Nella prima partita della stagione 2024 Reed guidò la squadra con 138 yard ricevute e segnò due touchdown, uno su corsa e uno su ricezione, nella sconfitta contro i Philadelphia Eagles per 34-29 alla Corinthias Arena di San Paolo, in Brasile. Nella gara del Giorno del Ringraziamento della settimana 13 segnó due touchdown nel primo tempo nella vittoria sui Miami Dolphins.